# The Disappearance
The Disappearance és una pel·lícula de thriller britànico-canadenca del 1977 dirigida per Stuart Cooper i protagonitzada per Donald Sutherland, Francine Racette i David Hemmings. Està basada en la novel·la Echoes of Celandine de Derek Marlowe.

## Sinopsi
Jay Mallory, un assassí professional, descobreix que la seva esposa Celandine l'ha deixat. Al mateix temps, l'organització criminal per la que treballa li encarrega que dugui a terme una nova missió. Jay encara no decideix si accepta o no, perquè està convençut que la desaparició de la seva dona té alguna cosa a veure amb el nou encàrrec. Amb el temps, decideix supervisar la nova missió que el portarà a Anglaterra.
Les noves instruccions que se li assenyalen indiquen que l'home que haurà d'assassinar no és un altre que Roland Deverell, l'amant de la seva dona. Després de realitzar l'assassinat, Jay torna a casa per trobar la seva dona que li revela que ella mateixa havia encarregat la matança del seu amant.
Jay es contenta d'haver trobat la seva estimada, però a la escena final ell mateix és assassinat per un assassí que continua sent desconegut.

## Repartiment
- Donald Sutherland - Jay Mallory
- Francine Racette - Celandine
- David Hemmings - Edward
- John Hurt - Atkinson
- David Warner - Burbank
- Peter Bowles - Jefferies
- Virginia McKenna - Catherine
- Christopher Plummer - Deverell
- Michèle Magny - Melanie
- Dan Howard - James
- Robin Sachs - Young Man
- Christina Greatrex - Secretària
- Robert Korne - Dominic
- Michael Eric Kramer - Peter
- Maureen Beck - Donzella

## Producció
Jake Eberts va ajudar a recaptar diners per a la pel·lícula quan es van esgotar alguns fons a l'últim minut.
Rodafs el 1977 a Mont-real, aquesta va ser la primera producció del productor Garth Drabinsky. Segons el crític de cinema Jay Scott, Eric Boyd-Perkins va editar originalment la pel·lícula; però la versió llançada als cinemes canadencs el 1983 havia estat retallada per la "metgessa de cinema" Fima Noveck, que "havia salvat qualsevol altra pel·lícula amb problemes".
La pel·lícula va superar el pressupost durant la filmació i el garant final hi va haver de participar.

## Recepció
Jay Scott va despatxar la pel·lícula com a "escombraria irremeiablement desagradable, escombraria extremadament brillant."
La pel·lícula va ser un fracàs en taquilla.